# 4 (musikalbum av Los Hermanos)
4 är den fjärde skivan av bandet Los Hermanos, släppt 2005.

## Låtlista
1. "Dois Barcos"        (Marcelo Camelo)   – 4:40
2. "Primeiro Andar"     (Rodrigo Amarante) – 4:18
3. "Fez-se Mar"         (Camelo)               – 4:13
4. "Paquetá"            (Amarante)             – 3:00
5. "Os Pássaros"        (Amarante)             – 3:53
6. "Morena"             (Camelo)               – 3:10
7. "O Vento"            (Amarante)             – 3:33
8. "Horizonte Distante" (Camelo)               – 3:36
9. "Condicional"        (Amarante)             – 3:28
10. "Sapato Novo"        (Camelo)               – 4:13
11. "Pois É"             (Camelo)               – 3:24
12. "É de Lágrima"       (Camelo)               – 4:30